# Djurgården Hockey 1961/1962
Djurgården spelade i Division 1 Södra där man vann serien. Man vann senare SM-serien.